# Conciertos para flauta (Vivaldi)

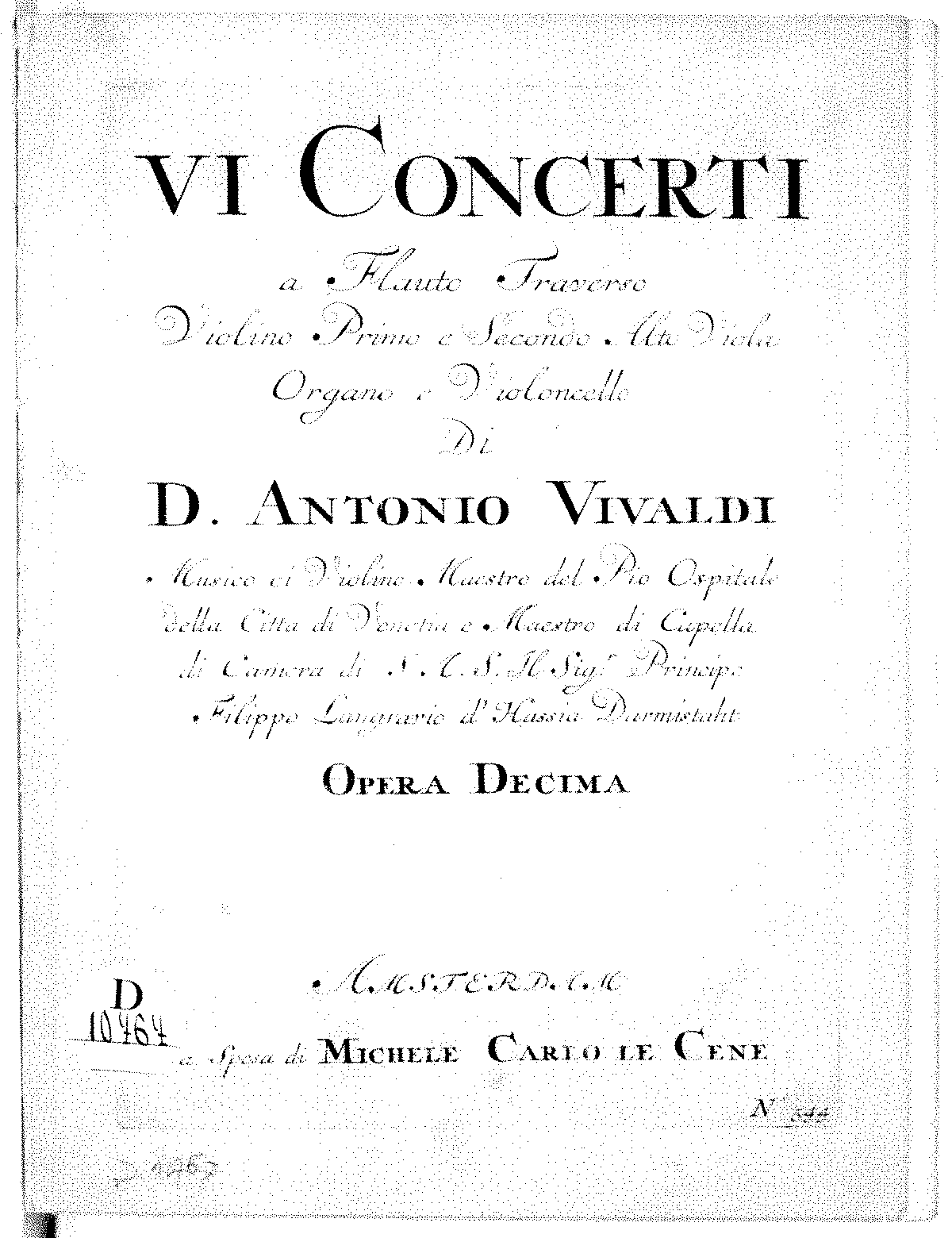
6 Conciertos para flauta, op.10

Antonio Vivaldi es el autor de un conjunto de seis conciertos, op. 10, para flauta publicados ca. 1728 por Michel-Charles Le Cène en Ámsterdam.
Concierto para flauta n.° 1 en fa mayor, RV 433, La tempesta di mare
1. Allegro
2. Largo
3. Presto

Concierto para flauta n.° 2 en sol menor, RV 439, La notte (también RV 104, compuesto en los años 1710 con acompañamiento de cámara)
1. Largo
2. Presto (Fantasmi)
3. Largo
4. Presto
5. Largo (Il sonno)
6. Allegro

Concierto para flauta n.° 3 en re mayor, RV 428, Il gardellino
1. Allegro
2. Presto
3. Allegro

Concierto para flauta n.° 4 en sol mayor, RV 435
1. Allegro
2. Largo
3. Allegro

Concierto para flauta n°. 5 en fa mayor, RV 434
1. Allegro ma no tanto
2. Largo e cantabile
3. Allegro

Concierto para flauta n°. 6 en sol mayor, RV 437
1. Allegro
2. Largo
3. Allegro